# Quadrinha
A Quadrinha é um tipo espécie de trova de cunho popular típica do Brasil. Suas letras são formadas geralmente por quatro versos, de sete sílabas cada um. Quadrinhas são muito usadas em provérbios populares, adivinhas e desafios.

## Exemplos
Exemplos de quadrinha amorosas populares no Brasil:
“Trinta dias tem novembro, 

abril, junho e setembro.

Vinte e oito só tem um, 

os demais todos trinta e um.”

“O anel que tu me deste

era vidro e se quebrou. 

O amor que tu me tinhas

era pouco e se acabou.!”

“Quero cantar ser alegre,

que a tristeza não faz bem.

Ainda não vi a tristeza

dar de comer a ninguém.”

“Os olhos desta menina,

às vezes gravo na areia:

Parece malacacheta

em noite de lua cheia.”

“O colo desta menina

é branco como algodão,

tem a beleza das garças

voando pelo sertão.”

“Todo o resto de seu corpo,

que beleza deve ter!

Eu, mais ou menos, adivinho,

porém não posso dizer.”

“Quando vejo esta menina,

logo ao despontar da aurora,

comparando mal, parece

que eu vejo Nossa Senhora.”

“Mandei fazer um sobrado

de vinte e cinco janela

pra botar uma menina

que ando com o sentido nela.”

“Os meus olhos mais os teus,

grande culpa eles tiveram:

Os teus porque me agradaram,

os meus porque te quiseram.”

“Palavra fora da boca

é pedra fora da mão:

Tu tens me dito palavras

de cortar-me o coração.”

“Se eu tivesse, não pedia

coisa nenhuma a ninguém;

mas, como não tenho, peço

uma filha a quem tem.”
A quadra iniciou o cordel, mas hoje não é mais utilizada pelos cordelistas.[carece de fontes?]